# 리얼 술래잡기
《리얼 술래잡기》(일본어: リアル鬼ごっこ)는 2001년 발행된 야마다 유스케의 공포 소설이다. 만화, 영화, 텔레비전 드라마, 비디오 게임 등으로 미디어 믹스화되었다.
야마다 유스케의 데뷔작으로 2001년에 분게이샤에서 자비 출판으로 간행되어 발행 부수 100 만부를 넘었다. 2004년에 겐토샤 문고의 문고판 (개정판), 겐토샤 코믹스의 만화 판이 간행되었다.
2008년에는 영화 《리얼 술래잡기》, 2010년에는 속편 《리얼 술래잡기 2》이 공개되었다. 이어서 2012년에 《리얼 술래잡기 3》, 《리얼 술래잡기 4》, 《리얼 술래잡기 5》가 공개되었다. 2013년에는 연속 드라마 《리얼 술래잡기 THE ORIGIN》이 방송되었다.
2015년 7월에 소노 시온 감독의 완전 오리지널 스토리의 영화 《리얼 술래잡기》가 공개되었다.